# Acta Bolyai
Acta Bolyai és Acta Bolyaiana – a kolozsvári Bolyai Tudományegyetem matematikai és természettudományi karának sorozata (1946-47). Az I. kötet 1946-ban Acta Bolyai, a II. kötet 1947-ben Acta Bolyaiana címmel jelent meg. Szerkesztő az I. kötetnél Csik Lajos, Dezső Lóránt, Imre Lajos és Vargha László, a II.-nál előbbiek és Péterfi István. A tanulmányok angol, francia és német nyelven, magyar és román összefoglalással szaktudományi kutatáseredményeket közöltek. Szerzők (a szerkesztők mellett) Borbély Samu, Csűrös István, Fényes Imre, Gyulai Zoltán, Heinrich László, Kol Erzsébet, László Tihamér, Pic György, Soós Ilona, Szabó Árpád, Teofil T. Vescan.
Utódfolyóiratok: 1956-1957-ben Studia Universitatum V. Babeş et Bolyai, majd 1961-ig Studia Universitatum Babeş et Bolyai, majd az egyetemek egyesítése után Studia Universitatis Babeş–Bolyai.